# Aciagrion brosseti
Aciagrion brosseti – gatunek ważki z rodziny łątkowatych (Coenagrionidae).